# 魚谷繁礼
魚谷 繁礼（うおや しげのり、1977年（昭和52年） - ）は、日本の建築家。魚谷繁礼建築研究所主宰。京都を拠点に国内外で活動。2020年より京都工芸繊維大学特任教授。2021年にJIA新人賞、2023年に日本建築学会賞を受賞。

## 略歴
- 1977年 - 兵庫県生まれ[1]
- 1996年 - 大阪教育大学附属高等学校池田校舎卒業[2]
- 2001年 - 京都大学工学部建築学科卒業[2]
- 2003年 - 京都大学大学院工学研究科修士課程修了[2]
- 2020年 - 京都工芸繊維大学特任教授 (未来デザイン・工学機構)
- 現在 - 京都建築専門学校、京都大学、京都府立大学、非常勤講師
- これまで - 京都造形芸術大学、大阪工業大学、近畿大学、神戸芸術工科大学、京都精華大学、非常勤講師[2]

## 主な作品
- 2007年 - 京都型住宅モデル
- 2011年 - 西都教会
- 2012年 - 永倉町の住宅
- 2015年 - 鹿島の森の住宅
- 2019年 - Maana Kamo
- 2019年 - sowaka（旧美濃幸）
- 2019年 - コンテナ町家
- 2019年 - ガムハウス
- 2022年 - 郭巨山会所

## 著書
- 2017年 『リノベーション図集』魚谷繁礼建築研究所編（オーム社）
- 2024年 『魚谷繁礼建築集』魚谷繁礼建築研究所編（TOTO出版）

## 受賞
- 2006年 京都まちなかこだわり住宅設計コンペ 一等
- 2009年 SDレビュー 入選（都島の住宅; A House and 3 Boxes）
- 2011年 京都デザイン賞 京都府知事賞（京都型住宅モデル; A House with 3 Walls）
- 2012年 関西建築家新人賞（西都教会）
- 2013年 京環境配慮建築物顕彰制度 優秀賞（紫竹西南町の住宅）
- 2016年 京都デザイン賞 京都市長賞（御所西の宿群）
- 2017年 京環境配慮建築物顕彰制度 優秀賞（晒屋町の長屋群；さらしや長屋）
- 2017年 京都建築賞藤井厚二賞（太秦安井の住宅）
- 2021年 日本建築家協会新人賞（コンテナ町家）
- 2021年 京都建築賞最優秀賞（sowaka）
- 2022年 関西建築家大賞（sowaka）（コンテナ町家）
- 2022年 日本建築学会教育賞
- 2022年 日本建築仕上学会学会賞作品賞（ガムハウス）
- 2022年 北陸建築文化賞（志積プロジェクト）
- 2023年 日本建築学会賞（作品）（郭巨山会所）
- 2023年 京都市芸術文化協会新人賞

## 掲載誌
- 「新建築住宅特集」2008年4月号「京都型住宅モデル」新建築社
- 「新建築住宅特集」2012年1月号「東住吉の住宅」新建築社
- 「新建築住宅特集」2012年8月号「壬生東檜町の住宅」「頭町の住宅」新建築社
- 「新建築」2012年12月号「西都教会」新建築社
- 「新建築住宅特集」2013年5月号「太秦安井の住宅」新建築社
- 「新建築住宅特集」2015年2月号「永倉町の住宅」新建築社
- 「新建築住宅特集」2015年9月号「一乗寺の住宅」新建築社
- 「新建築」2016年2月号「田中西春菜町の集合住宅」新建築社
- 「新建築住宅特集」2017年2月号「湯堂のある家」「もやし町家」新建築社
- 「新建築」2017年2月号「晒屋町の長屋群」新建築社
- 「新建築住宅特集」2017年3月号「田中高原町の住宅」新建築社
- 「新建築住宅特集」2017年7月号「畦野の住宅」新建築社
- 「新建築住宅特集」2017年9月号「新釜座町の町家」新建築社
- 「新建築住宅特集」2017年12月号「木津川の住宅」新建築社
- 「新建築住宅特集」2018年2月号「防空壕跡のある宿」新建築社
- 「新建築住宅特集」2019年2月号「頭町の長屋群」新建築社
- 「新建築住宅特集」2019年5月号「嶋原の元お茶屋」新建築社
- 「新建築住宅特集」2019年9月号「ガムハウス」新建築社
- 「新建築住宅特集」2020年5月号「3本の路地の奥のシェア住居」新建築社
- 「新建築」2020年7月号「コンテナ町家」新建築社
- 「新建築住宅特集」2020年10月号「西橋詰町の長屋」新建築社
- 「新建築住宅特集」2021年3月号「北野田の住宅」新建築社
- 「新建築住宅特集」2021年5月号「閻魔前町の三連織屋建長屋」
- 「新建築住宅特集」2021年8月号「南禅寺疎水の住宅」
- 「新建築」2022年2月号「志積プロジェクト」新建築社
- 「新建築住宅特集」2022年4月号「蓮華蔵町の長屋」
- 「新建築住宅特集」2022年6月号「五條の住宅とシェアキッチン」
- 「新建築住宅特集」2022年10月号「壬生坊城町の住宅」
- 「新建築」2023年4月号「郭巨山会所」
- 「新建築住宅特集」2024年8月号「稲荷山麓の住宅」
- 「新建築」2024年11月号「辻のギャラリー」